# Kuća Marchi (Stajlić) u Hvaru
Kuća Marchi (Stajlić), u gradiću Hvaru, Kroz Burak 43 i Hvarskih bratovština 1, zaštićeno kulturno dobro.

## Opis dobra
Veliki sklop baroknih obilježja na predjelu Burag sagradio je Petar Stajlić u 17. stoljeću objedinivši nekoliko kuća na južnom obodu nekadašnjeg bloka. Njihovi zidovi prema ulici iskorišteni su kao ogradni zidovi dvorišta u čijoj je unutrašnjosti uređen prostrani, terasasti vrt. Na drugom katu glavnog pročelja nalazi se barokni balkon s trodjelnim, polukružno zaključenim vratima. Na balkonu je istaknut grb obitelji Stajlić.

## Zaštita
Pod oznakom Z-5146 zavedena je kao nepokretno kulturno dobro - pojedinačno, pravna statusa zaštićena kulturnog dobra, klasificirano kao "stambene građevine".